# Kara śmierci w Czechach
W Czechach prawo nie przewiduje kary śmierci. Była ona stosowana w Czechosłowacji zarówno w okresie międzywojennym, jak i pod rządami komunistów. Metodą egzekucji było powieszenie.
Prezydent Tomáš Garrigue Masaryk deklarował się jako przeciwnik kary śmierci, jednak nie skorzystał z prawa łaski w stosunku do kilkunastu skazanych. Darował życie natomiast około 400 skazanym.
Po komunistycznym puczu w lutym 1948 r. kara śmierci była jednym z instrumentów represji politycznych. W ciągu kilku lat "w majestacie prawa" zamordowano wówczas kilkaset osób. Byli wśród nich m.in. gen. Heliodor Píka, Milada Horáková, Rudolf Slánský i inni.
Ostatni wyrok za przestępstwa polityczne wykonano w 1961 roku.
Ostatni raz wyrok śmierci w Czechosłowacji wykonano w Bratysławie w 1989 r., kiedy Štefan Svitek został stracony za potrójne zabójstwo. Ostatnia egzekucja na kobiecie (Olga Hepnarová) miała miejsce w 1975 r. w więzieniu Pankrac w Pradze.
Ostatnim skazanym na karę śmierci był Zdeněk Vocásek, skazany za podwójne zabójstwo i usiłowanie zabójstwa. 2 sierpnia 1990 roku w związku ze zniesieniem kary śmierci, sąd miejski w Pradze zmienił wyrok na dożywotnie pozbawienie wolności.
Kara śmierci została definitywnie zniesiona 1 czerwca 1990.